# Telefonsex
Unter Telefonsex versteht man die Befriedigung sexueller Wünsche über das Gespräch am Telefon. 

## Privat
Ähnlich wie beim Cybersex tauschen hier zwei Partner, die nicht in direktem körperlichen Kontakt stehen, über ein Telefongespräch erotische Fantasien aus.
Der Telefonsex wird im privaten Rahmen aus unterschiedlichen Gründen praktiziert. Einige Beispiele: 
- Das Telefon hält eine Distanz zwischen den Partnern, so dass eine persönliche Bindung unwahrscheinlicher ist.
- Bei festen Partnern kann eine länger anhaltende räumliche Trennung der Grund für Telefonsex sein. Damit erweitert sich – etwa aus der Not heraus, nicht körperlich zusammenkommen zu können – das sexuelle Betätigungsfeld.
- Telefonsex kann als Abwechslung des „normalen“ Sexlebens praktiziert werden. Das Medium bietet den Partnern einen zusätzlichen Reiz und Abwechslung in der Partnerschaft.

Als das Telefon in den 1920er Jahren auch in die privaten Wohnstuben Einzug hielt, wurde bereits in Benimmkolumnen das Problem der verbalen Intimitäten bei physischer Entfernung diskutiert. Man erörterte beispielsweise, ob ein anständiges Mädchen seine Telefonnummer preisgeben dürfe oder nicht, und ob es für eine Frau schicklich sei, mit einem Mann zu telefonieren, während sie im Bett lag und nicht vollständig bekleidet war. Heutzutage haben die meisten westlichen Menschen keine Probleme mehr mit intimen Gesprächen am Hörer.

## Kommerziell
Das bei vielen Menschen vorhandene Bedürfnis, den Sexualtrieb verbal auszuleben, befriedigen seit einigen Jahren kommerzielle Anbieter von Telefonsex. Dabei sind in der Regel Männer die zahlenden Kunden, die über eine kostenpflichtige Rufnummer anrufen. Die Preise bewegen sich meist zwischen zwölf Cent pro Minute und dem für Telefonmehrwertdienste maximal erlaubten Tarif von knapp zwei Euro pro Minute, wobei die meisten Angebote den Maximaltarif verlangen. Frauen sind meist Angestellte eines Dienstleisters oder wählen sich über eine kostenlose 0800-Rufnummer ein. Bei vielen Angeboten finden keine echten Gespräche statt. Stattdessen werden vorab aufgezeichnete erotische Geschichten oder Monologe abgespielt.
Die Fernsehwerbung, die nach Mitternacht inzwischen auf deutschen Privatsendern gezeigt wird, ist meist sehr direkt. Der potentielle Kunde weiß dadurch schon vor dem Anruf ziemlich genau, worum es geht: um eine junge Frau, eine alte Frau, eine (angebliche) Studentin, eine (angebliche) Hausfrau, eine Orgie, um Gay-Sex oder SM. Bei den sogenannten Vanity-Rufnummern weist sogar bereits die Rufnummer selbst auf das zu erwartenden Angebot hin. Meistens fragen die Gesprächspartner am anderen Ende der Leitung nach genauen Wünschen, nennen aber auch – gerade im Bereich von Perversionen – persönliche Grenzen. Anstelle eines Einzelgesprächs kann auch zu einer Gruppe zugeschaltet werden, um bei einer Telefonsex-Orgie dabei zu sein. 
Bei Streitigkeiten vor Gericht ging es oft auch um die Frage, ob solche Telefonsexgespräche sittenwidrig seien, oder nicht. Das Oberlandesgericht Stuttgart (21. April 1999, 9 U 252/98) entschied zunächst gegen die Deutsche Telekom, die eine Gebührenforderung für Telefonsexgespräche gegen einen Anschlussinhaber einklagen wollte. Die Begründung des Gerichts lautete, dass sich die Telekom in vorwerfbarer Weise an der kommerziellen Ausnutzung eines sittenwidrigen Geschäftes beteilige. Der deutsche Bundesgerichtshof hat nunmehr die Frage, ob Telefonsex-Verträge sittenwidrig sind, in der Entscheidung vom 22. November 2001 (III ZR 5/01) offengelassen und entschieden, dass sich Kunden nicht auf die etwaige Sittenwidrigkeit von Telefonsex berufen könnten, denn das Telefonnetz selbst und der Vertrag mit dem Betreiber sei wertneutral. Eine Telefonkundin hatte die Zahlung mit dem Hinweis verweigert, ihr Vater habe die hohen Rechnungsbeträge verursacht, weil er über teure Mehrwertnummern Telefonsex betrieben hätte. Doch die Frau musste zahlen. Der BGH argumentierte, dass bei Mehrwertnummern ein Vertragsverhältnis der Kundin gegenüber dem Netzbetreiber bestehe. Der Netzbetreiber habe keinen Einfluss darauf, welche Teilnehmer zu welchen Zwecken in telefonischen Kontakt treten. Er könne den Inhalt der geführten Gespräche auch gar nicht kontrollieren. 
In Österreich wurde die Frage, ob Telefonsex sittenwidrig sei, von gerichtlicher Seite verneint. Das Abspielen von vorgefertigten Bandaufnahmen eindeutigen Inhalts sei vergleichbar mit dem Kauf von Pornoheften oder -filmen und daher im Sinne der herrschenden Meinung nicht sittenwidrig. Erotische Echtzeit- oder Livegespräche mit sexuellem Inhalt seien ebenfalls nicht sittenwidrig, denn es bestünde nur ein akustischer, aber kein unmittelbarer körperlicher Kontakt zwischen den Gesprächspartnern. Außerdem würden die Frauen am anderen Ende der Leitung die sexuellen Handlungen und die Erregung bloß vorspiegeln, und dies sei nicht mit Prostitution im herkömmlichen Sinn vergleichbar.
Im Jahr 2000 wurde die Dienstleistung von ungefähr 30.000 Anrufern täglich genutzt.

## Telefonsex im Internet
Mit einer immer schneller und günstiger werdenden Internetanbindung hat sich in recht kurzer Zeit eine neue Form der Telefonerotik herauskristallisiert und etabliert. Mittlerweile gibt es im Internet unzählige Telefonsexseiten, die nicht nur herkömmlichen Telefonsex anbieten, sondern auch Webcamübertragung in Echtzeit und Prepaidguthaben.

## Telefonsex in der Literatur
In seinem Roman Vox (1992) beschreibt Nicholson Baker ein Telefonat zwischen einem Mann und einer Frau, die sich nicht persönlich kennen. Sie schildern sich gegenseitig ihre erotischen Phantasien und kommen dabei zum Orgasmus.

## Verwandte Themen
- Beim japanischen Terekura dient das anonyme Telefonat zur Anbahnung der Prostitution.